# Victòria Frederica de Marichalar i de Borbó
Victòria Frederica de Marichalar i de Borbó (Madrid, 9 de setembre de 2000) és una aristòcrata i socialité espanyola, filla menor de la infanta Elena de Borbó. És neboda del rei Felip VI i és la cinquena en la successió al tron d'Espanya.
Va néixer el 9 de setembre de 2000 a l'Hospital Rúber internacional de Madrid, filla de la infanta Elena de Borbó i de Grècia i de Jaime de Marichalar y Sáenz de Tejada. És neta de Joan Carles I i de Sofia de Grècia i neboda de l'actual monarca, Felip VI d'Espanya. Nascuda en el si de la reialesa, des del 2014 no forma part de la família reial, atès que la seva mare, amb la proclamació de Felip VI com a rei, va passar a ser considerada família del rei. Victòria és, a més, la cinquena en la successió al tron, després de les filles del monarca, la seva mare i el seu germà, Joan Froilà.
Va ser batejada al Palau Reial de Madrid amb aigua del riu Jordà. Els seus padrins van ser el seu oncle Felip VI, llavors encara príncep d'Astúries, i la seva tia paterna, Ana de Marichalar. Se li van imposar els noms de Victoria Federica en record les reines Victòria Eugènia de Battenberg, rebesàvia seva, i Frederica de Hannover, besàvia seva.
Als dos anys, es trasllada amb la família a Nova York, on el seu pare estava fent sessions de rehabilitació després d'haver patit un ictus. El 2003 van retornar a Madrid. En la seva etapa de formació acadèmica ha passat pel madrileny Colegio San Patricio, l'internat britànic St. Leonards Mayfield School, i en tornar a Madrid, es va incorporar al centre St. George del barri de La Moraleja. Va cursar estudis d'Administració i Direcció d'Empreses a The College for International Studies, una universitat americana situada a Madrid.
A causa de la seva vinculació amb la família reial, ha estat sota els focus mediàtics des de la seva infantesa, i des de la seva majoria d'edat s'ha convertit en una habitual de la premsa del cor, que la segueix allà on va. De fet, ha estat protagonista de diverses polèmiques, fet que va fer que el març de 2019 el rei Felip VI cridés l'atenció a la infanta Elena perquè controlés els seus fills. Poc després de complir els divuit anys, va fer la seva presentació oficial en societat, per celebrar el seu aniversari amb tot luxe, a la finca La Escorzonera (Madrid), amb presència de diversos familiars i amics. Recentment ha començat a treballar la seva faceta com a influencer, i ha rebut la consideració d'it girl. De fet, ha aparegut a la portada de la revista Elle, ha inaugurat la 27a edició del Saló Internacional de Moda Flamenca de Sevilla, a més de protagonitzar diversos photocalls.
En l'àmbit personal, va mantenir una relació sentimental amb el torero Gonzalo Caballero, finalitzada pocs mesos després de fer-se oficial el 2019, i després amb Jorge Bárcenas, fill de Luis Bárcenas, que va acabar el maig de 2022.